# Cenn Étig mac Lethlobair
Cenn Étig mac Lethlobair lub Mac Étig mac Lethlobair (zm. 900 r.) – król Dál nAraidi od 873 r. oraz król Ulaidu (Ulsteru) od 898 r. do swej śmierci, syn Lethlobara II mac Loingsig (zm. 873 r.), króla Dál nAraidi oraz Ulaidu.
Cenn Étig należał do głównej panującej dynastii Dál nAraidi, znanej jako Uí Chóelbad w Mag Line, na wschód od miasta Antrim w obecnym hrabstwie Antrim. „Roczniki Ulsteru” pod rokiem 873 podały, że ojciec zmarł w podeszłym wieku. Według Księgi z Leinsteru Cenn Étig objął po nim tron. Miał zapewne około trzydziestu lat. „Roczniki” pod rokiem 883 wspominają o ścięciu głowy Óengusa mac Máel Dúin, rígdamny („królewskiego spadkobiercy”) Północy, przez ludzi z Dál nAraidi.
Kroniki Czterech Mistrzów pod rokiem 892 (897 r. według „Roczników Ulsteru”) informują o bitwie pod Rath-cro w której Máel Finnia mac Flannacán pokonał Ulaid i Dál nAraidi; zginęło wiele osób w tym król Dál nAraidi, mianowicie Muiredach mac Meic Étig. Tenże jest na liście królów w Księdze z Leinsteru. Prawdopodobnie ojciec, będąc w zaawansowanym wieku, wziął swego syna na współwładcę. W 898 r. zmarł król Ulaidu, Aitíth mac Laigne z Uí Echach Cobo. Na jego miejsce wybrano Cenn Étiga. Tenże niezbyt długo cieszył się władzą, bowiem zmarł dwa lata później, w 900 r. 

## Potomstwo
Cenn Étig miał kilku znanych synów:
- Muiredach mac Meic Éitig (koregent ?-892)
- Bécc Ua Lethlobair (zm. 904 r.); prawdopodobnie następca ojca na tronie Dál nAraidi; miał syna:
  - Cellach (zm. 941 r.), król Dál nAraidi
- Loingsech Ua Lethlobair (zm. 932 r.), król Dál nAraidi oraz król Ulsteru; eponim rodu Ua Loingsig
- Flathrua Ua Lethlobair (zm. 912 r.)
- Tommaltach II Ua Lethlobair, król Dál nAraidi; miał syna:
  - Cathal mac Tommaltaig, król Dál nAraidi